# سون لاندگرن
سون لاندگرن (انگلیسی: Sven Lundgren؛ ۲۹ سپتامبر ۱۸۹۶ – ۱۸ ژوئن ۱۹۶۰ (aged 63)) ورزشکار دو و میدانی اهل سوئد بود.
وی در مسابقات کشوری و بین‌المللی در مجموع برندهٔ ۱ مدال برنز شده‌است.